# Mascaró (empresa de calçat)
Mascaró és una empresa menorquina de calçat, amb seu a Ferreries. Fundada l'any 1918, es dedicava a la producció artesanal de sabatilles de ballet, en l'actualitat és una de les més reconegudes del sector de moda femenina a Espanya.

## Història

### Fundació i expansió
L'any 1918, els germans Pere i Antoni Mascaró van crear a Ferreries un taller de fabricació de sabates de ballet. Als anys cinquanta, Sabatilles Ferreries passa a mans dels cosins Jaume Mascaró, fill d'en Pere, i Joan Mascaró, fill de n'Antoni. El negoci comença un procés d'expansió: distribueixen a altres ciutats espanyoles i diversifiquen el catàleg de productes. Primer incorporen les ballarines com a sabata infantil, per més endavant fabricar calçat per a dona.
El 1980, en Jaume crearia una nova empresa, llavor de l'actual Grup Mascaró; mentre en Joan continuaria al capdavant de Sabatilles Ferreries. El 1984, obre la primera botiga pròpia, sent una de les primeres marques de l'estat en fer-ho. Úrsula, una de les filles d'en Jaume, va incorporar-se a l'organigrama de Mascaró l'any 1985; mentre que la seva germana Lina ho va fer el 1994.

### Tercera generació
Úrsula Mascaró va passar a ser la directora creativa i cap de disseny, participant activament en la creació i desenvolupament de les marques del grup i les seves col·leccions. Per la seva part, Lina Mascaró va ocupar-ne la direcció comercial. L'empresa de Ferreries va créixer internacionalment, obrint botigues als cinc continents, desfilant en les passarel·les més importants i calçant a membres de la reialesa, actrius i celebritats de tot el món.
Quan l'any 2013 fina Joan Mascaró, Sabatilles Ferreries passa a integrar-se dintre del grup Mascaró. L'any següent, mor en Jaume, deixant la propietat a Lina i Úrsula. El 2020, Úrsula decideix traspassar les accions a la seva germana, per retirar-se a Madrid i dedicar-se a la pintura.

## Reconeixements
El febrer de 2015, el Govern Balear atorgà a Jaume Mascaró el Premi Ramon LLull a títol pòstum. El 2025, les germanes Lina i Úrsula Mascaró van ser reconegudes per l'edició espanyola de Forbes en la seva llista de les 50 dones més influents de les Balears.